# Dietrich Müller-Hillebrand
Georg Dietrich Müller-Hillebrand, född 17 februari 1902 i Tyskland, död 13 juni 1964 i Helga Trefaldighets församling, Uppsala, var en svensk-tysk elektrotekniker.
Müller-Hillebrand blev diplomingenjör i Darmstadt 1925 och disputerade i Berlin 1931. Han blev filosofie licentiat vid Uppsala universitet 1954 och innehade från 1956 B. John F. och Svea Anderssons professur i elektricitetslära med särskild hänsyn till atmosfäriska urladdningar vid Institutet för högspänningsforskning på Uppsala universitet. Han blev ledamot av Ingenjörsvetenskapsakademien 1962.